# Philippe Bourret
Philippe Bourret (Montreal, 24 de abril de 1979) es un deportista canadiense que compitió en bádminton. Ganó una medalla de oro en los Juegos Panamericanos de 2003, en la prueba de dobles mixto.

## Palmarés internacional
| Juegos Panamericanos | Juegos Panamericanos            | Juegos Panamericanos | Juegos Panamericanos |
| Año                  | Lugar                           | Medalla              | Prueba               |
| -------------------- | ------------------------------- | -------------------- | -------------------- |
| 2003                 | Santo Domingo (Rep. Dominicana) | Medalla de oro       | Dobles mixto         |